# 基斯涅马农村居民点
基斯涅马农村居民点（俄语：Сельское поселение Киснемское）是俄罗斯联邦沃洛格达州瓦什金斯基区所属的一个农村居民点。其下辖有43个居民点，行政中心为特罗伊茨科耶。据2015年统计，该农村居民点的人口为411人。